# Linda Boström Knausgård
Linda Boström Knausgård (ur. 5 października 1972 w Boo) – szwedzka pisarka i poetka. 

## Życiorys
Linda Boström Knausgård jest córką aktorki Ingrid Boström. Ojciec cierpi na zaburzenia afektywne dwubiegunowe, które zdiagnozowano również u pisarki w wieku 26 lat.
Linda Boström Knausgård ukończyła dwuletni kurs z zakresu słuchowisk na Dramatiska Institutet. Jedno ze słuchowisk radiowych, pt. I Could Be President of the United States (audycja z 1 września 2005 roku), poświęciła opisaniu życia z zaburzeniami psychicznymi.
W latach 2007–2016 była żoną norweskiego pisarza Karla Ove Knausgårda, z którym ma czworo dzieci. Karl w swoim cyklu autobiograficznych powieści Moja walka (2009–2011) opisał zmagania byłej żony z chorobą oraz jej próbę samobójczą. Linda utrzymuje, że jej własna twórczość nie jest odpowiedzią na działalność byłego męża. W wywiadzie dla czasopisma The Guardian powiedziała: Chciałabym być postrzegana jako osoba i autorka sama w sobie. 

## Twórczość
Zadebiutowała w 1998 roku tomem poetyckim Gör mig behaglig för såret, bardzo dobrze przyjętym przez krytyków. Kolejno ukazały się zbiór opowiadań Grand Mal (2011) oraz powieści Helioskatastrofen (2013), Välkommen till Amerika (2016; pol. Witajcie w Ameryce, tłum. Dominika Górecka, Wydawnictwo Pauza, 2020) oraz Oktoberbarn (2019). W swoich powieściach Linda Boström Knausgård podejmuje wątki autobiograficzne, pisze m.in. o zaburzeniach afektywnych dwubiegunowych zdiagnozowanych u członków jej rodziny, a także u niej samej, o samotności, trudnym dzieciństwie i relacjach z matką. 

## Dzieła
- Gör mig behaglig för såret, Stockholm: Wahlström & Widstrand 1998.
- Grand Mal, Stockholm: Modernista 2011.
- Helioskatastrofen, Stockholm: Modernista 2013.
- Välkommen till Amerika, Stockholm: Modernista 2016 (pol. Witajcie w Ameryce, Wydawnictwo Pauza, tłum. Dominika Górecka, 2020).

## Nagrody i nominacje
- Nagroda Mare Kandre za Helioskatastrofen, 2013[5]
- nominacja do Nagrody Augusta za Välkommen till Amerika, 2016[6]
- National Book Award (na długiej liście za Helioskatastrofen, 2020)[7]